# Lilas Ikuta
Lilas Ikuta (幾田りら Ikuta Lilas, bekannt unter ihrem Bühnennamen Ikura, * am 25. September 2000 in Tokio) ist eine japanische Pop-Sängerin und Singer-Songwriterin, die vor allem für ihre Arbeit mit Yoasobi Bekanntheit erlangen konnte.
Ihr im März des Jahres 2023 veröffentlichtes Debütalbum Sketch erreichte eine Platzierung in den Top Ten der japanischen Albumcharts von Oricon.

## Leben und Werdegang

### Biografie
Lilas Ikuta wurde am 25. September des Jahres 2000 in Tokio geboren und hat drei ältere Geschwister. Ihre Familie zog im Jahr 2001 nach Chicago in die Vereinigten Staaten, wo die Familie bis zu ihrem dritten Lebensjahr lebte.
Im ersten Jahr der Grundschule lernte Ikura Klavier zu spielen, im sechsten Schuljahr lernte sie Gitarre. Auch war sie zwischen dem dritten und sechsten Grundschuljahr Teil des Musikclubs. Ihr erstes Lied schrieb sie noch in ihrer Grundschulzeit. Ihre ersten musikalischen Auftritte absolvierte Ikura zu ihrer Zeit an der Mittelschule. Nachdem ihre Eltern sich versprachen zum Valentinstag bzw. zum White Day sich gegenseitig ein Lied zu schreiben, wurde ihr Wunsch, Musikerin zu werden, geweckt.

### Karriere
Im Jahr 2015 nahm Ikura an verschiedenen Castingformaten teil, darunter dem Tokyo Girls Audition und einem von Sony Music Entertainment Japan ausgerichteten Vorsingen, wo sie in das Finale einziehen konnte.
Am 26. August 2016 veröffentlichte sie mit 15 no Omoi eine erste Demo-CD. Im Jahr 2017 wurde sie Mitglied der Coverband Plusonica, wo sie bis 2021 als Sängerin fungierte und mehrere Instrumente spielte. In den Jahren 2018 und 2019 veröffentlichte Ikura mit Rerise und Jukebox zwei EPs beim Label After School. Im April des Jahres 2019 begann sie ein Studium an der Nihon-Universität, wo sie die Fakultät der Künste besuchte. Das Studium beendete Ikura im März des Jahres 2023 erfolgreich.
Nachdem der Musikproduzent Ayase, welcher angefragt wurde ein musikalisches Projekt für eine Zusammenarbeit mit der Plattform Monogatary.com zu gründen, über Instagram auf sie aufmerksam wurde, riefen sie im Oktober des Jahres 2019 das Musikprojekt Yoasobi ins Leben.
Bereits das erste veröffentlichte Lied des Projektes, Yoru ni Kakeru, ging in den sozialen Medien viral und avancierte vor allem in Japan zu einem musikalischen Erfolg, wodurch das Duo erstmals Bekanntheit erlangen sollte. Mit Yoasobi erschienen bis April 2023 fünf EPs – zwei davon in englischer Sprache –, wovon drei hohe Charteinstiege und eine goldene Schallplatte erreichen konnten. Im April des Jahres 2023 startete das Projekt ihre erste Arena-Tour durch Japan.
Im März des Jahres 2023 erschien mit Sketch Ikuras Solo-Debütalbum bei Sony Music Entertainment Japan, welches diverse vorab veröffentlichten Singles enthält, darunter das Lied JUMP!, dass von Fuji TV zum offiziellen Song zur Fußball-Weltmeisterschaft 2022 ernannt wurde. Das Album erreichte auf Anhieb Platz vier in den japanischen Albumcharts von Oricon.
Ikuta lieh dem Charakter Hiroka im Anime-Film Belle ihre Stimme. Außerdem sang sie in der japanischen Version des Die bunte Seite des Monds das Lied im Abspann. Im November 2023 wurde bekanntgegeben, dass Ikuta in der Anime-Verfilmung des Manga Dead Dead Demon's Dededede Destruction den Charakter Kadode Koyama sprechen werde. In der zehnten Episode der Realserien-Umsetzung zu Ya Boy Kongming! hatte sie einen Cameo-Auftritt.

## Diskografie

### Mit Plusonica
- 2019: We Are Pop (Single, After School)

### Studioalben
| Jahr | Titel Musiklabel  | Höchstplatzierung, Gesamtwochen, AuszeichnungChartsChartplatzierungen (Jahr, Titel, Musiklabel, Platzierungen, Wochen, Auszeichnungen, Anmerkungen) | Anmerkungen                        |
| Jahr | Titel Musiklabel  | JP | Anmerkungen                        |
| ---- | ----------------- | --- | ---------------------------------- |
| 2023 | Sketch Sony Japan | JP4 (37 Wo.)JP | Erstveröffentlichung: 8. März 2023 |

### EPs
- 2018: Rerise (After School)
- 2019: Jukebox (After School)

### Demos
- 2016: 15 no Omoi

### Singles als Leadmusikerin
| Jahr | Titel Album                                                                                               | Höchstplatzierung, Gesamtwochen, AuszeichnungChartsChartplatzierungen (Jahr, Titel, Album, Platzierungen, Wochen, Auszeichnungen, Anmerkungen) | Anmerkungen                                                   |
| Jahr | Titel Album                                                                                               | JP | Anmerkungen                                                   |
| ---- | --- | --- | ------------------------------------------------------------- |
| 2020 | Rocket to the Moon (ロケット・トゥ・ザ・ムーン~信じた世界へ~) Over the Moon (Music from the Netflix Film) | — | Erstveröffentlichung: 2020                                    |
| 2020 | Aitai Inspire: Miliyah Kato Tribute                                                                       | — | Erstveröffentlichung: 2020                                    |
| 2020 | Hikari (ヒカリ) Sketch                                                                                    | — | Erstveröffentlichung: 2020                                    |
| 2021 | Answer Sketch                                                                                             | JP— Platin (Streaming)JP | Erstveröffentlichung: 2021                                    |
| 2021 | Sweet Memories Take Me to Kazemachi!                                                                      | — | Erstveröffentlichung: 2021                                    |
| 2021 | Romance no Yakusoku (ロマンスの約束) Jukebox and Sketch                                                   | — | Erstveröffentlichung: 2021                                    |
| 2021 | Omokage (おもかげ) –                                                                                      | JP— Platin (Streaming)JP | Erstveröffentlichung: 17. Dezember 2021 mit Milet and Aimer   |
| 2022 | Sparkle (スパークル) Sketch                                                                               | JP— Platin (Streaming)JP | Erstveröffentlichung: 2022                                    |
| 2022 | Baka Majime (ばかまじめ) Ensemble Play                                                                    | JP— Platin (Streaming)JP | Erstveröffentlichung: 20. März 2022 mit Creepy Nuts and Ayase |
| 2022 | Lens (レンズ) Sketch                                                                                      | JP— Gold (Streaming)JP | Erstveröffentlichung: 2022                                    |
| 2022 | Jump Sketch                                                                                               | — | Erstveröffentlichung: 2022                                    |
| 2023 | Tanpopo (蒲公英) Sketch                                                                                   | — | Erstveröffentlichung: 2023                                    |
| 2023 | P.S. – | — | Erstveröffentlichung: 2023                                    |
| 2023 | With – | — | Erstveröffentlichung: 2023                                    |
| 2024 | Seishun Ōka (青春謳歌) –                                                                                  | — | Erstveröffentlichung: 2024                                    |

### Singles als Gastsängerin
- 2021: Tarinai Sukunai (Fujifabric feat. Lilas Ikuta) auf dem Album I Love You
- 2021: 0X1=Lovesong (I Know I Love You) a (Tomorrow X Together feat. Lilas Ikuta) auf den Alben Chaos Wonderland und Sweet
- 2021: Hōseki (Rei feat. Lilas Ikuta) auf dem Album I Just Wanna Sing
- 2022: Free Free Free (Tokyo Ska Paradise Orchestra feat. Lilas Ikuta)
- 2023: Senko Hanabi (Chiaki Satō feat. Lilas Ikuta) auf dem Album Butterfly Effect
- 2024: Zezezezettai Seiiki (Ano feat. Lilas Ikuta)
- 2024: Like, Kasaneteiku (Like、重ねていく) (Ikusaburo Yamazaki feat. Lilas Ikuta)